# Chipped beef

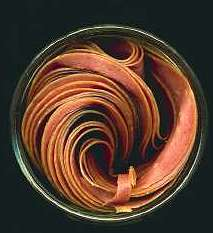
Chipped beef con presentación moderna, mostrado en un embalaje en espiral.

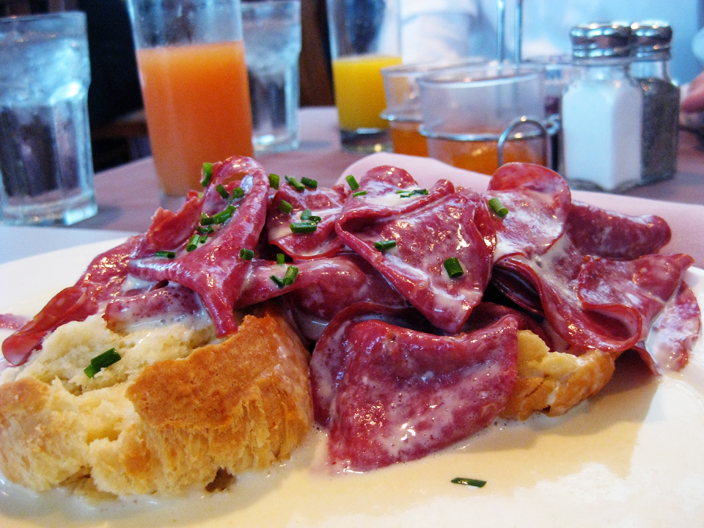
Chipped beef con nata sobre pan.

El chipped beef (literalmente ‘buey en lascas’ o también ‘buey deshilachado’) es un producto cárnico salado, secado y ahumado. La versión moderna consiste en hojas pequeñas, finas y flexibles de carne de buey parcialmente seca, normalmente comercializadas comprimidas juntas en botes o paquetes planos de plástico. Hormel lo describe como «un producto secado al aire parecido a la bresaola, pero no tan sabroso.»
El chipped beef se sirve en diners y restaurantes de los Estados Unidos como desayuno. El chipped beef con nata es un plato estándar en los menús de estos diners, especialmente el noreste y el centro atlántico, pero ha pasado a ser difícil de encontrar en las cadenas de restaurantes que sirven desayunos. También ha sido comercializado congelado bajo diversas marcas.

## Tostada dechipped beef
La tostada de chipped beef (o de chipped beef con nata) es una receta compuesta por una salsa roux cremosa y rodajas rehidratadas de chipped beef servidas sobre pan tostado. Hormel recomienda saborear el plato con salsa Worcestershire y perejil seco. El chipped beef también se sirve a menudo sobre muffins ingleses, galletas, patatas fritas caseras o en cazuela.
En el argot militar suele llamársele con el disfemismo Shit On a Shingle (SOS, literalmente ‘mierda sobre tablilla’), o más educadamente Stew On a Shingle (‘estofado sobre tablilla’). Wentworth y Flexner no citan origen, pero señalan que llamar shingle a una rebanada tostada ha tenido «algún uso desde cerca de 1935» en el ejército estadounidense, principalmente en la expresión shit on a shingle, y que ésta tuvo un «amplio uso en el ejército durante la Segunda Guerra Mundial». En los Estados Unidos la tostada de chipped beef fue un emblema de la experiencia militar, como la sopa de guisantes amarilla en Finlandia o Suecia. De hecho, Chipped beef on toast (S. O. S.) es el título de un libro de humor militar.